# FC Heredia
Fútbol Club Heredia – gwatemalski klub piłkarski z siedzibą w mieście Morales, w departamencie Izabal. Występuje w rozgrywkach Segunda División. Domowe mecze rozgrywa na obiekcie Estadio Mario Mena.

## Osiągnięcia
- wicemistrzostwo Gwatemali (2): C2013, A2013

## Historia
Klub został założony 3 lutego 1958 przez rodzinę Mendoza Matta. Przez kolejne kilkadziesiąt lat występował w niższych ligach gwatemalskich. W 1999 roku spadł do trzeciej ligi, by w 2003 roku powrócić do drugiej. W 2004 roku klub wywalczył historyczny awans do gwatemalskiej Liga Nacional, pokonując w dwumeczu barażowym Teculután (3:1, 2:1). Występował w niej w latach 2004–2014. W 2008 roku spadł do drugiej ligi, ulegając w barażach USAC (2:3, 3:2, 3:4 po rzutach karnych). Po złożeniu odwołania (USAC wystawił dwóch nieuprawnionych graczy) pierwszy mecz zweryfikowano jako walkower dla Heredii, wobec czego ostatecznie utrzymała się ona w najwyższej klasie rozgrywkowej.
Klubem zarządzała rodzina Mendoza Matta, która dorobiła się majątku na przemycie, handlu narkotykami oraz dzięki korupcji. Od 2000 roku właścicielem i prezesem klubu był Milton Mendoza Matta, brat Haroldo Mendozy Matty – lidera Los Mendoza, grupy paramilitarnej i jednego z największych karteli narkotykowych w Ameryce Centralnej, działającego głównie na terenie Petén.
W 2008 roku klub przeniósł swoją siedzibę z Morales do miasteczka San José w departamencie Petén. Inicjatorem projektu był Julián Tesucún, burmistrz San José, utrzymujący kontakty z rodziną Mendoza (według dziennikarzy śledczych z portalu Plaza Pública, Los Mendoza wspierali finansowo kampanię wyborczą Tesucúna). Klub zmienił wówczas nazwę z Deportivo Heredia na Heredia Jaguares de Petén i rozgrywał swoje mecze na nowo powstałym Estadio Julián Tesucún. W 2011 roku Tesucún wygrał wybory do Kongresu Gwatemali i przestał utrzymywać zespół. Drużyna popadła w kłopoty organizacyjne i finansowe – media donosiły, iż klub przestał opłacać niektórym zawodnikom czynsz za mieszkania i musieli oni nocować na stadionie. We wrześniu 2011 drużyna wróciła pod skrzydła rodziny Mendoza i powróciła do Morales.
Największe sukcesy w historii klub odniósł niedługo po powrocie do Morales. Wywalczył wówczas dwa z rzędu wicemistrzostwa Gwatemali (Clausura 2013, Apertura 2013) oraz wziął udział w Lidze Mistrzów CONCACAF (faza grupowa). W latach 2010–2013 zanotował serię aż 69 meczów z rzędu bez porażki u siebie.
W 2014 roku Heredia wystawiła swoją licencję na sprzedaż. Prowadziła w tej sprawie negocjacje z drugoligowcami takimi jak Deportivo Mictlán, Cobán Imperial czy Aurora FC, ostatecznie sprzedając licencję klubowi Antigua GFC. Sam przystąpił natomiast do rozgrywek drugoligowych. W 2015 roku przeniósł swoją siedzibę do miasta Escuintla i zmienił nazwę na CD Escuintla-Heredia. Występował na tamtejszym Estadio Armando Barillas. W 2016 roku klub przegrał baraż o awans do pierwszej ligi z Carchą (2:2, 4:5 po rzutach karnych) i bezpośrednio po tym zakończył swoją działalność.
W lipcu 2020 klub został reaktywowany pod nazwą FC Heredia dzięki wsparciu rady miasta Morales. Kupił licencję zespołu Juventud Amatitlaneca i dołączył do trzeciej ligi gwatemalskiej. W 2023 roku wykupił licencję drugoligowego Pinula FC i rozpoczął występy na zapleczu najwyższej klasy rozgrywkowej. Już w 2024 roku sprzedał jednak swoją licencję klubowi CSD Nueva Concepción.

### Rozgrywki międzynarodowe
| Sezon     | Rozgrywki              | Runda | Klub                 | Dom | Wyjazd | Ogólnie    |
| --------- | ---------------------- | ----- | -------------------- | --- | ------ | ---------- |
| 2013/2014 | Liga Mistrzów CONCACAF | Grupa | Montreal Impact      | 1–0 | 0–2    | 3. miejsce |
| 2013/2014 | Liga Mistrzów CONCACAF | Grupa | San Jose Earthquakes | 1–0 | 0–1    | 3. miejsce |

## Trenerzy
- Iván León (2002–2005)
- Ricardo Carreño (2005)
- Abel Moralejo (2005)
- Walter Claverí (2006)
- Adán Paniagua (2006)
- Abel Moralejo (2006–2007)
- Richard Preza (2007)
- Eduardo Santana (2008)
- Byron Pérez (2008)
- Francisco Melgar (2008)
- Juan Carlos Elías (2008–2009)[17]
- Sergio Barbieri (2010)
- Iván León (2010)[18]
- Juan Carlos Elías (2010)
- Sergio Pardo (2010–2011)[19]
- Edwin Farfán (2011)
- Carlos Ruiz (2011–2012)[20]
- Héctor Castellón (2012)[21]
- Edwin Farfán (2012)
- Juan Carlos Elías (2012–2014)[17]
- Gustavo Reinoso (2014)[22]
- Edwin Farfán (2015)[12]
- Jairo Pérez (2015–2016)[23]
- Iván León (2016)
- Carlos Ramos (2020)[1]
- Jorge Sumich (2022)
- Adrián Barrios (od 2023)